# L'Homme bicentenaire (nouvelle)
Pour les articles homonymes, voir L'Homme bicentenaire.
L'Homme bicentenaire (titre original : The Bicentennial Man) est le titre d'une nouvelle d'Isaac Asimov, parue pour la première fois en février 1976 dans Stellar Science-Fiction. Cette nouvelle a donné son nom au recueil L'Homme bicentenaire regroupant douze histoires d'Asimov, mais l'auteur y précise qu'il est revenu à son texte original en enlevant les quelques modifications peu importantes effectuées par Judy-Lynn del Rey (éditrice de science-fiction et épouse de Lester del Rey) dans la première édition. La nouvelle a ensuite été adaptée au cinéma sous le même titre en 1999.
La nouvelle a été transposée en roman par Robert Silverberg en 1993, sous le nom de Tout sauf un homme.

## Résumé
Gérald Martin a acheté pour sa famille un robot de type NDR à la société US Robots, qui possède le monopole dans ce domaine. Le robot est vite baptisé Andrew et sert de valet, de maître d'hôtel et de femme de chambre. Il remplit correctement ses fonctions tout en divertissant les deux filles de M. Martin, jusqu'au jour où il offre à « la petite Mademoiselle » un pendentif qu'il a taillé dans le bois.
Normalement, les robots n'en sont pas capables, car leurs cerveaux positroniques sont conçus pour accomplir des tâches précises, et ne peuvent posséder la faculté de créer des œuvres d'art. Dès lors, il commence à en créer de plus en plus. Souhaitant savoir si un précédent existait, Mr Martin prend rendez-vous avec un responsable de l'US Robots. Celui-ci lui affirme que les Trois lois de la robotique sont bien présentes dans le cerveau d'Andrew, mais qu'un léger défaut lui a accordé cette capacité de créer. Il propose à M. Martin de remplacer Andrew, mais celui-ci refuse.
Andrew crée donc des œuvres d'art et les vend, jusqu'au jour où il vient demander à Mr Martin la permission de lui acheter quelque chose : sa liberté. Et c'est le début d'un long combat, qui durera deux siècles, pour qu'Andrew se fasse reconnaître en tant qu'être humain.

## Critique
Les robots d'Isaac Asimov évoluent dans un contexte particulier : ils ne sont ni menaçants ni appréciés par la population. Complètement soumis aux trois lois de la robotique, ils ne font qu'aider les humains, qui éprouvent pour leur part une crainte irraisonnée envers ces êtres de métal : le fameux complexe de Frankenstein, qui veut que l'auteur d'une créature ait peur de la rébellion possible de celle-ci. Isaac Asimov construit toujours ses histoires de robots sur des cas particuliers, des contextes étranges pour tester ses lois de la robotique. Ici, il s'agit d'un robot qui veut être reconnu comme humain, et il s'agit selon l'auteur de sa meilleure œuvre des robots.